# Campeonato Sul-Americano de Voleibol Masculino Sub-21 de 2016
O Campeonato Sul-Americano de Voleibol Masculino Sub-21 de 2016 foi a 23ª edição deste torneio sul-americano organizado pela Confederação Sul-americana de Voleibol (CSV). O torneio contou com a participação de seis equipes e aconteceu de 19 a 23 de outubro, em Bariloche, Argentina. As três melhores equipes se classificaram para o Campeonato Mundial Sub-21 de 2017.
A representação da Argentina foi a campeã do torneio, tendo o Brasil como vice-campeão e a Colômbia na terceira posição. O ponteiro argentino Jan Martínez foi eleito o melhor jogador da competição.

## Seleções participantes
As seguintes seleções confirmaram participação no Campeonato Sul-Americano Sub-21 de 2016.
| Equipe    | Última participação     |
| --------- | ----------------------- |
| Argentina | (país-sede), 2º em 2014 |
| Brasil    | 1º em 2014              |
| Chile     | 3º em 2014              |
| Colômbia  | 4º em 2014              |
| Peru      | 6º em 2014              |
| Uruguai   | 8º em 2014              |

## Local das partidas
| Bariloche, Argentina     |
| Estadio Pedro Estremador |
| ------------------------ |
| Capacidade: 2 000        |

## Formato da disputa
Disputa em turno único, com todas as seleções se enfrentando.

### Critérios de desempate
1. Número de vitórias
2. Número de pontos
3. Sets average
4. Pontos average

Partidas terminadas em 3–0 ou 3–1: 3 pontos para o vencedor, 0 pontos para o perdedor;
Partidas terminadas em 3–2: 2 pontos para o vencedor, 1 ponto para o perdedor.

## Fase única
|     |           |     | Jogos | Jogos | Jogos | Resultados | Resultados | Resultados | Resultados | Resultados | Resultados | Sets | Sets | Sets  | Pontos | Pontos | Pontos |
| Pos | Equipe    | Pts | T     | V     | D     | 3–0        | 3–1        | 3–2        | 2–3        | 1–3        | 0–3        | V    | P    | R     | V      | P      | R      |
| --- | --------- | --- | ----- | ----- | ----- | ---------- | ---------- | ---------- | ---------- | ---------- | ---------- | ---- | ---- | ----- | ------ | ------ | ------ |
| 1   | Argentina | 15  | 5     | 5     | 0     | 3          | 2          | 0          | 0          | 0          | 0          | 15   | 2    | 7.500 | 422    | 259    | 1.629  |
| 2   | Brasil    | 12  | 5     | 4     | 1     | 4          | 0          | 0          | 0          | 1          | 0          | 13   | 3    | 4.333 | 392    | 288    | 1.361  |
| 3   | Colômbia  | 9   | 5     | 3     | 2     | 3          | 0          | 0          | 0          | 1          | 1          | 10   | 6    | 1.667 | 364    | 324    | 1.123  |
| 4   | Chile     | 6   | 5     | 2     | 3     | 0          | 2          | 0          | 0          | 0          | 3          | 6    | 11   | 0.545 | 342    | 397    | 0.861  |
| 5   | Peru      | 3   | 5     | 1     | 4     | 1          | 0          | 0          | 0          | 1          | 3          | 4    | 12   | 0.333 | 281    | 381    | 0.738  |
| 6   | Uruguai   | 0   | 5     | 0     | 5     | 0          | 0          | 0          | 0          | 1          | 4          | 1    | 15   | 0.067 | 245    | 397    | 0.617  |

| Data   | Hora  |           | Placar |           | Set 1 | Set 2 | Set 3 | Set 4 | Set 5 | Total  | Relatório |
| ------ | ----- | --------- | ------ | --------- | ----- | ----- | ----- | ----- | ----- | ------ | --------- |
| 19 out | 14:00 | Uruguai   | 0–3    | Colômbia  | 17–25 | 14–25 | 15–25 |       |       | 46–75  | Resultado |
| 19 out | 16:30 | Brasil    | 3–0    | Chile     | 25–15 | 25–14 | 25–17 |       |       | 75–46  | Resultado |
| 19 out | 20:30 | Peru      | 0–3    | Argentina | 9–25  | 15–25 | 12–25 |       |       | 36–75  | Resultado |
| 20 out | 15:00 | Brasil    | 3–0    | Uruguai   | 25–16 | 25–17 | 25–9  |       |       | 75–42  | Resultado |
| 20 out | 17:30 | Chile     | 3–1    | Peru      | 25–21 | 25–17 | 29–31 | 25–23 |       | 104–92 | Resultado |
| 20 out | 20:00 | Colômbia  | 1–3    | Argentina | 18–25 | 12–25 | 25–23 | 18–25 |       | 73–98  | Resultado |
| 21 out | 15:00 | Uruguai   | 0–3    | Peru      | 19–25 | 20–25 | 13–25 |       |       | 52–75  | Resultado |
| 21 out | 17:30 | Colômbia  | 0–3    | Brasil    | 26–28 | 18–25 | 22–25 |       |       | 66–78  | Resultado |
| 21 out | 20:00 | Argentina | 3–0    | Chile     | 25–11 | 25–19 | 25–6  |       |       | 75–36  | Resultado |
| 22 out | 15:00 | Brasil    | 3–0    | Peru      | 25–9  | 25–11 | 25–15 |       |       | 75–35  | Resultado |
| 22 out | 17:30 | Chile     | 0–3    | Colômbia  | 23–25 | 20–25 | 16–25 |       |       | 59–75  | Resultado |
| 22 out | 20:00 | Argentina | 3–0    | Uruguai   | 25–5  | 25–14 | 25–6  |       |       | 75–25  | Resultado |
| 23 out | 10:00 | Peru      | 0–3    | Colômbia  | 17–25 | 16–25 | 11–25 |       |       | 44–75  | Resultado |
| 23 out | 15:30 | Chile     | 3–1    | Uruguai   | 22–25 | 25–18 | 25–19 | 25–18 |       | 97–80  | Resultado |
| 23 out | 18:00 | Argentina | 3–1    | Brasil    | 24–26 | 25–22 | 25–20 | 25–21 |       | 99–89  | Resultado |

## Classificação final
| Pos | Equipe    |
| --- | --------- |
| 1   | Argentina |
| 2   | Brasil    |
| 3   | Colômbia  |
| 4   | Chile     |
| 5   | Peru      |
| 6   | Uruguai   |

|  | Qualificado para o Campeonato Mundial Sub-21 de 2017 |

## Premiações
| Campeonato Sul-Americano Sub-21 de 2016 |
| Argentina                               |
| --------------------------------------- |
| Argentina Campeã (4º título)            |

### Individuais
Os jogadores que se destacaram na competição foram:
| MVP (Most Valuable Player) | Jan Martínez       | Argentina |
| Oposto                     | Juan Pablo Moreno  | Colômbia  |
| 1º Ponteiro                | Felipe Benavidez   | Argentina |
| 2º Ponteiro                | Kaio Ribeiro       | Brasil    |
| 1º Central                 | Juan David Hurtado | Colômbia  |
| 2º Central                 | Agustín Loser      | Argentina |
| Levantador                 | Ignacio Roberts    | Argentina |
| Líbero                     | Alexandre Elias    | Brasil    |